# Смит, Пол Лоуренс
Пол Лоуренс Смит (англ. Paul Lawrence Smith; 24 июня 1936 — 25 апреля 2012) — американский характерный актёр. Среди его наиболее известных ролей — роль тюремного надзирателя Хамиду в фильме «Полуночный экспресс» (1978), роль Блуто в фильме Роберта Олтмена «Попай» (1980), роль Гидеона в телесериале Masada канала АВС и роль Раббана в фильме Дэвида Линча «Дюна» (1984).

## Биография

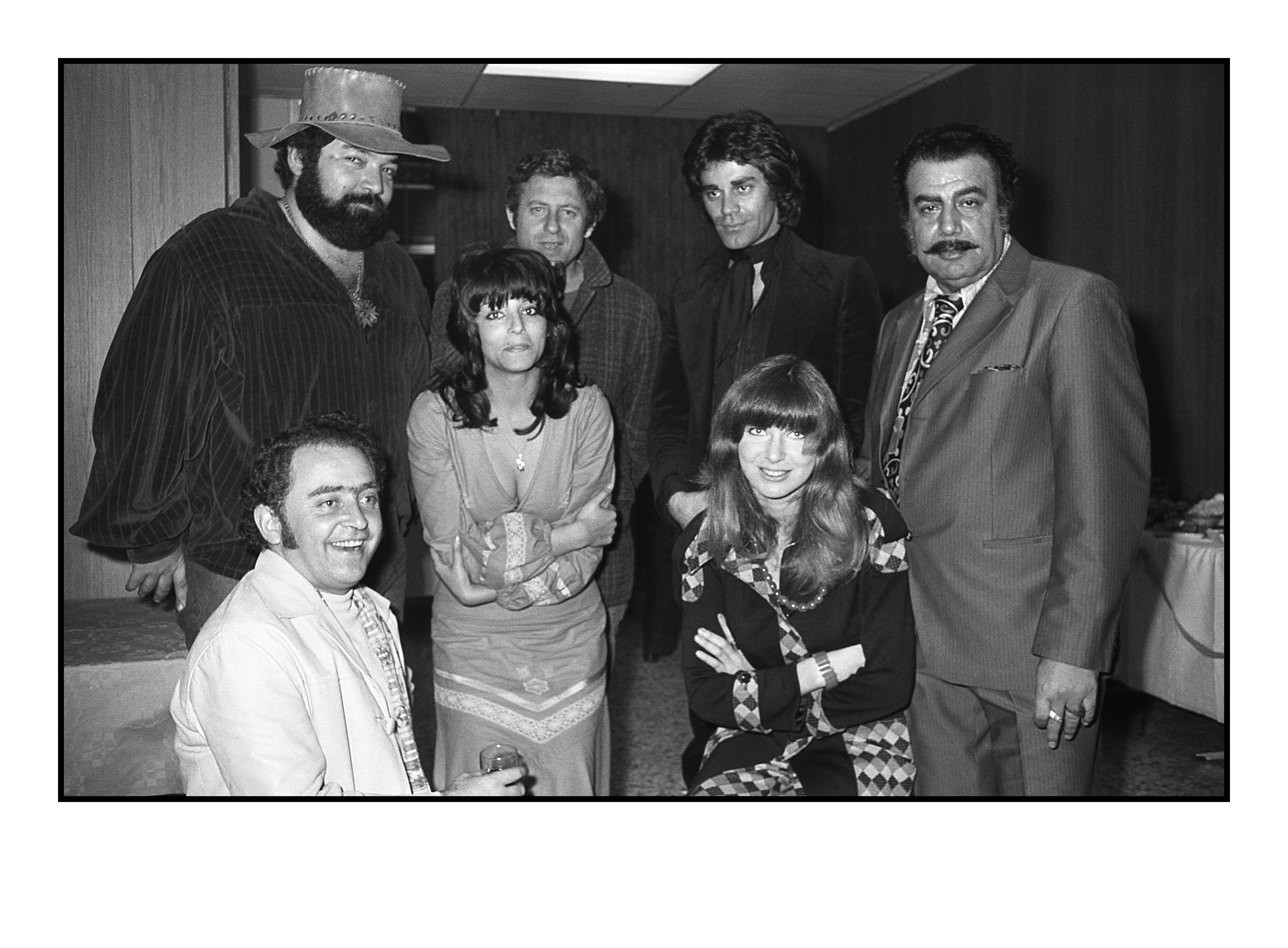
Пол Смит (слева) в израильском фильме «My name is Shmil»

В 1954 году Пол Смит окончил полную среднюю школу в Майами, штат Флорида. Затем он поступил в Брандейский университет и через некоторое время перевёлся в университет штата Флорида, где его ждала футбольная стипендия. Он окончил университет в 1959 году со степенью бакалавра по философии.
Впервые Смит снялся в фильме «Исход» в 1960 году; съёмки проходили в Израиле. Это был его первый визит в эту страну. Смит вернулся в Израиль в 1967 году в качестве иностранного добровольца для участия в Шестидневной войне и оставался в Израиле до 1973 года, снявшись в пяти израильских фильмах.
Затем Смит переехал в Италию, где благодаря своему внешнему сходству с Бадом Спенсером снялся в серии фильмов с Теренсом Хиллом.
В фильме Convoy Buddies, выпущенном компанией Film Ventures International (FVI), фамилия и имя Смита были изменены продюсером фильма Эдвардом Л. Монро на Боб Спенсер, а фамилия и имя напарника Смита, Антонио Кантафоры, — на Терренс Хилл. Смит начал судебный процесс против компании, упирая на то, что имя — единственное, что есть у актёра, и без имени актёр — никто. Смит выиграл процесс, компания FVI уплатила ему за ущерб и оплатила судебные издержки.
В 1977 году Смит переехал в Голливуд, появившись в таких фильмах, как «Двадцать один час в Мюнхене» (1976), «Полуночный экспресс» (1978), «Попай» (1980).
В феврале 2006 года Смит и его жена репатриировались в Израиль. Приняв израильское гражданство, супруги Смит поменяли имена на Адам и Авива Иден.
Пол Смит умер в городе Раанана 25 апреля 2012 года. Причина смерти неясна.

## Избранная фильмография
| Год  |   | Русское название    | Оригинальное название | Роль                            |
| ---- | - | ------------------- | --------------------- | ------------------------------- |
| 1960 | ф | Исход               | Exodus                | Перетц Джеффнер                 |
| 1978 | ф | Полуночный экспресс | Midnight Express      | Хамиду                          |
| 1979 | ф | Фриско Кид          | The Frisco Kid        | человек в филадельфийских доках |
| 1979 | с | Гавайи 5-O          | Hawaii Five-O         | Энди Камоку                     |
| 1979 | ф | Красиво уйти        | Going In Style        | радиоведущий                    |
| 1980 | ф | Попай               | Popeye                | Блуто                           |
| 1981 | ф | Саламандра          | The Salamander        | хирург                          |
| 1984 | ф | Дюна                | Dune                  | Раббан                          |
| 1985 | ф | Волна преступности  | Crimewave             | Фэрон «Громила»                 |
| 1985 | ф | Покровитель         | The Protector         | мистер Буар                     |
| 1985 | ф | Рыжая Соня          | Red Sonja             | Фалкон                          |
| 1987 | ф | Последний пункт     | Terminal Entry        | Стюарт                          |
| 1994 | ф | Мэверик             | Maverick              | русский великий князь           |